# Commedia all'italiana
Commedia all’italiana ("Komedi på det italienska viset") var en italiensk filmrörelse som uppkom i slutet av 1950-talet. Trots att många kritiker ansåg att commedia all'italiana endast var kommersiell och helt utan konstnärligt värde, var filmerna mycket mer aggressiva i sin satir och samhällskritik än den typiska Hollywoodkomedin.
Den italienska komedifilmen strävade ofta efter att upplysa den italienska publiken om samhällsfrågor, ibland även mer än de renodlat politiska filmerna. Namnet kommer från Pietro Germis film Divorzio all'italiana (Skilsmässa på italienska) från 1961.

## Filmer
- Divorzio all'italiana (Skilsmässa på italienska) 1961 - Pietro Germi
- Mimí metallurgico ferito nell’onore (Kvinnotjusaren) 1971 - Lina Wertmüller
- Pane e cioccolata (Bröd och choklad) 1973 - Franco Brusati
- C’eravamo tanto amati (Vi som älskade varann så mycket) 1974 - Ettore Scola
- Profumo di donna 1974 - Dino Risi